# Igrejas rupestres de Lalibela
As igrejas escavadas na rocha de Lalibela constituem um Patrimônio Cultural da Humanidade situado na Etiópia, a 640 km ao norte da capital, Adis Abeba, e a 1 500 m de altitude.
Onze igrejas e um mosteiro, além de vários sepulcros e outros lugares sagrados formam uma cidade labiríntica escavada no subsolo. Cada um destes templos foi talhado na rocha da montanha, como se fossem esculturas. O templo de São Jorge, um monólito em forma de cruz grega, é o principal. 
No século XII, o rei Lalibela apresentou-se como herdeiro da dinastia salomónica — estirpe dinástica criada por Menelique I, filho do rei Salomão e da rainha de Sabá — e ordenou a escavação de vários templos na rocha vulcânica a muitos metros de profundidade, dando início às construções do local. 

## Galeria

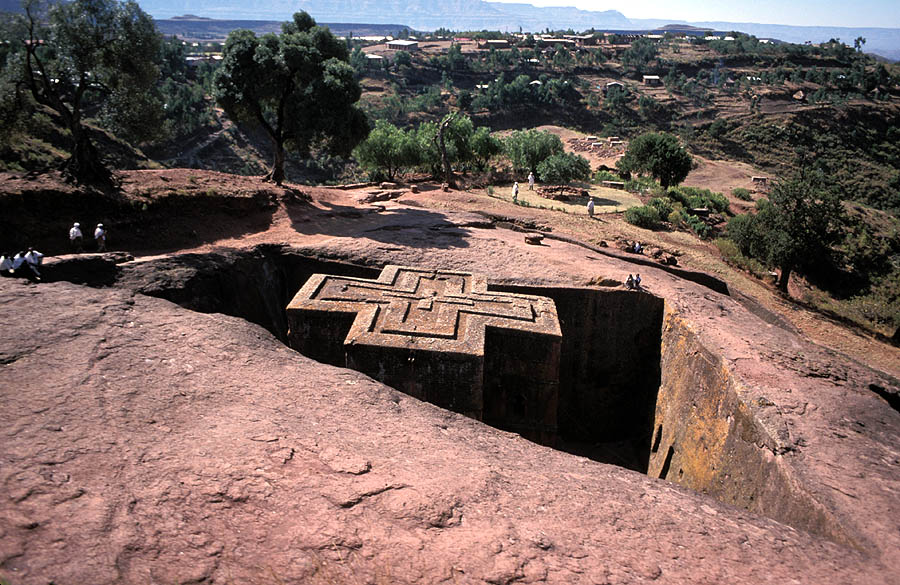
Outra fotografia da Bieta Giorgis, em Lalibela
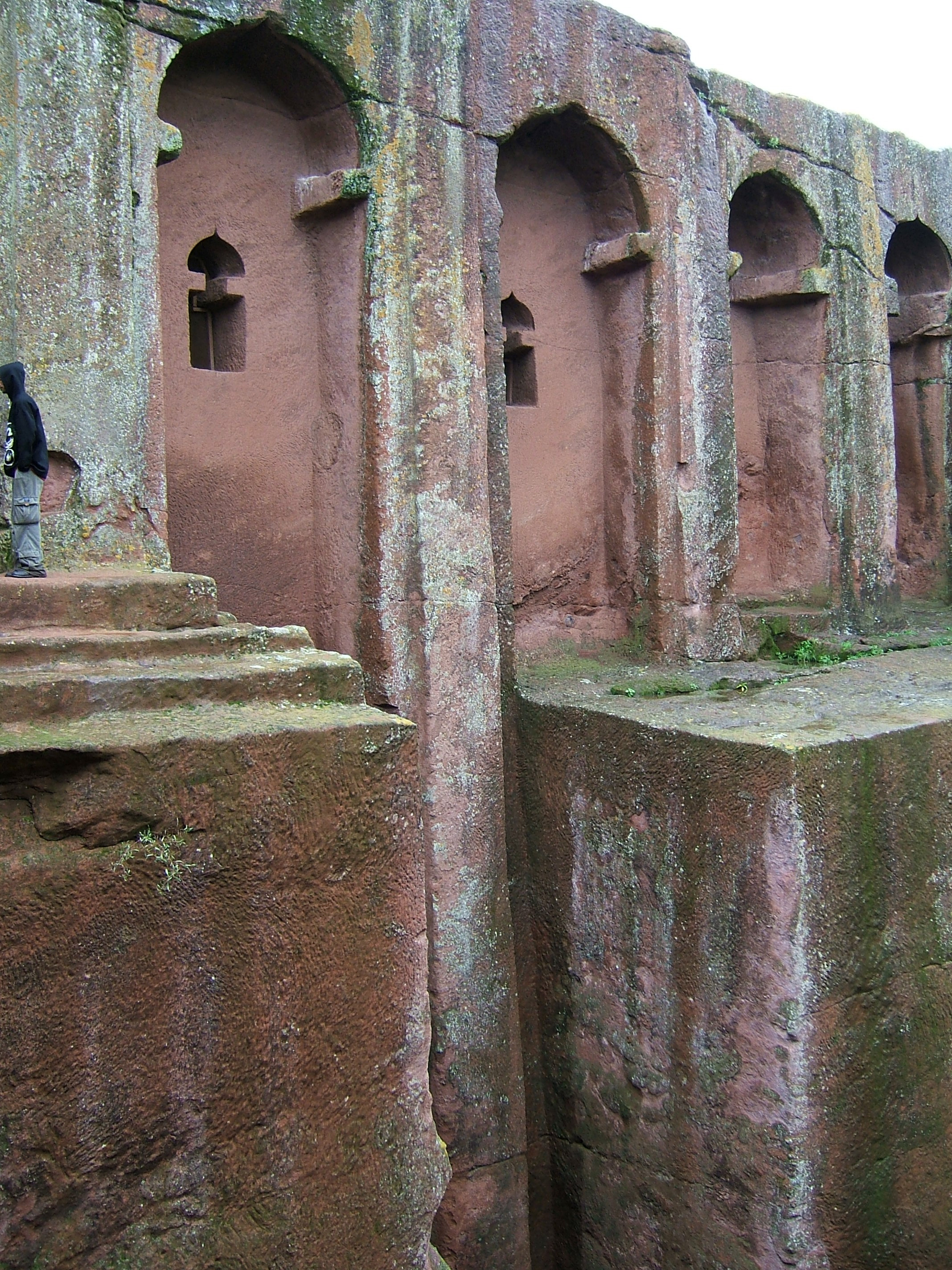
Igreja de Bet Amanuel